# Connected
 (mars 2011).
Si vous disposez d'ouvrages ou d'articles de référence ou si vous connaissez des sites web de qualité traitant du thème abordé ici, merci de compléter l'article en donnant les références utiles à sa vérifiabilité et en les liant à la section « Notes et références ».
Pour les articles homonymes, voir Connected (homonymie).
Singles de Ayumi Hamasaki en Europe
M
(2003)
Connected, attribué à Ayu, est le 1er single européen de Ayumi Hamasaki.

## Présentation
Il sort d'abord le 15 décembre 2002 sous le label belge Lightning Records ne comportant que trois titres, puis le 7 avril 2003 sous le label allemand Drizzly Records avec quatre titres supplémentaires, produit par Ferry Corsten[réf. nécessaire]. 
La chanson-titre originale, écrite par Hamasaki et composée par Ferry Corsten, provient de son album I Am... sorti en 2002, et n'est pas sortie en single au Japon. Le single contient des remixes de cette chanson, remixés par Corsten, en plus de la version originale sous-titrée ici "Radio Edit". Il sort également en plusieurs versions promotionnelles différentes au format disque vinyle[réf. nécessaire].

## Titres
Toutes les paroles sont écrites par Ayumi Hamasaki, toute la musique est composée par Ferry Corsten.
| 1. | Connected "Radio Edit"      | 3:18 |
| 2. | Connected "Push Radio Edit" | 4:40 |
| 3. | Connected "Ambient Mix"     | 5:20 |

| 1. | Connected "Radio Edit"                    | 3:23 |
| 2. | Connected "Talla 2XLC Radio Edit"         | 3:51 |
| 3. | Connected "Push Radio Edit"               | 4:42 |
| 4. | Connected "Talla 2XLC Instrumental Remix" | 7:06 |
| 5. | Connected "Push Instrumental Dub Remix"   | 8:09 |
| 6. | Connected "Long Instrumental"             | 5:50 |
| 7. | Connected "Ambient Mix"                   | 5:23 |